# دار البرزخ للنشر
دار البرزخ للنشر هي دار نشر جزائرية متخصصة بنشر الكتب بالفرنسية وتعنى بالكتب التاريخية والروايات تأسست سنة 2000 على يد الأكاديمين سفيان حجاج  وسلمى هلال. في سنة 2010 تحصلت علي جائزة ”الأمير كلاوس”  بأمستردام نظير المجهودات التي بذلتها في الساحة الثقافية والأدبية بالجزائر .قامت بإصدار العديد من الأعمال الأدبية لكتاب جزائريين وأجانب، كالمفكر محمد أركون، محمد ديب، رشيد بوجدرة، أمين الزاوي، مايسة باي، بالإضافة إلى تجربة الطبع المشترك مع دور نشر جزائرية وأجانبية.

## وصلات خارجية
- الموقع